# 最上三十三観音霊場
最上三十三観音霊場（もがみさんじゅうさんかんのんれいじょう）は、山形県の村山地方と最上地方の三十三箇所の観音菩薩を巡拝する霊場である。

## 霊場一覧

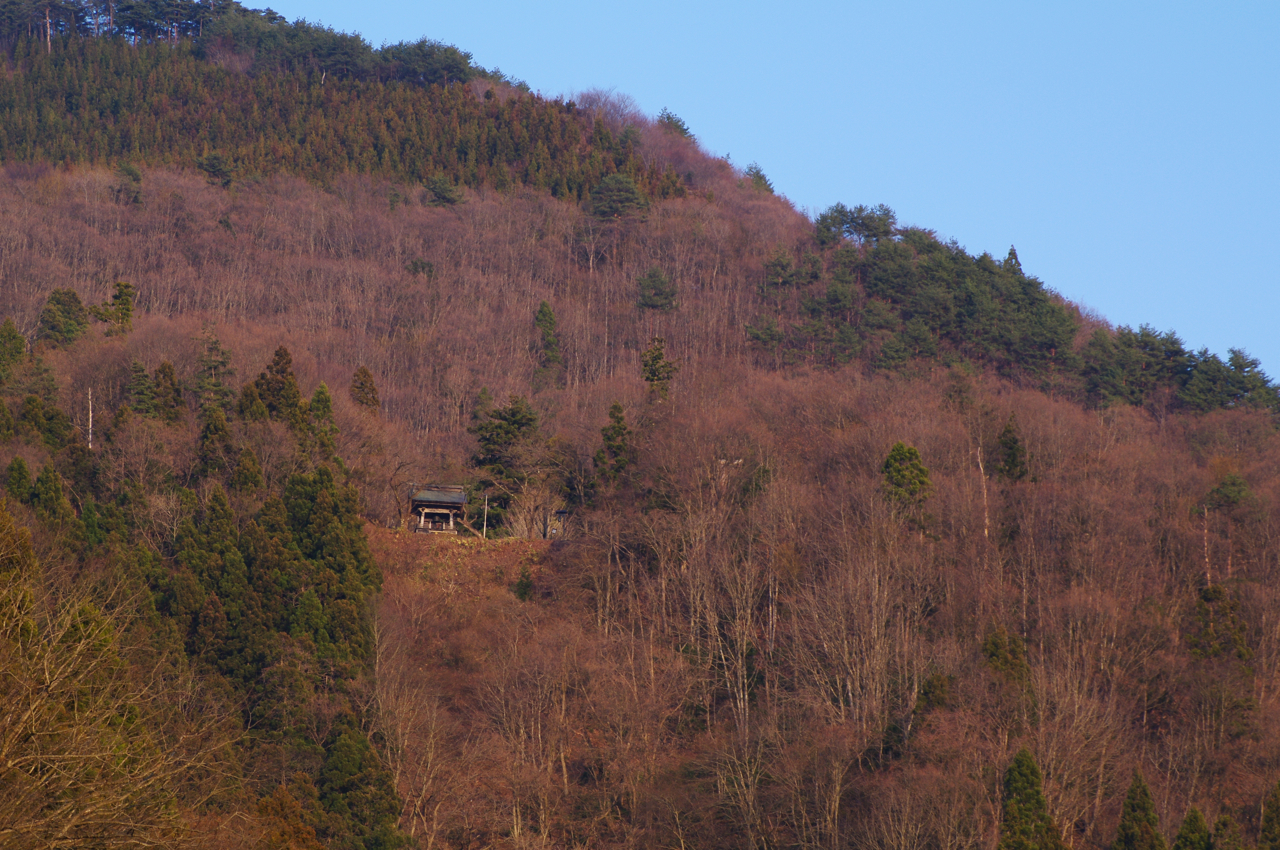
第一番札所、若松観音

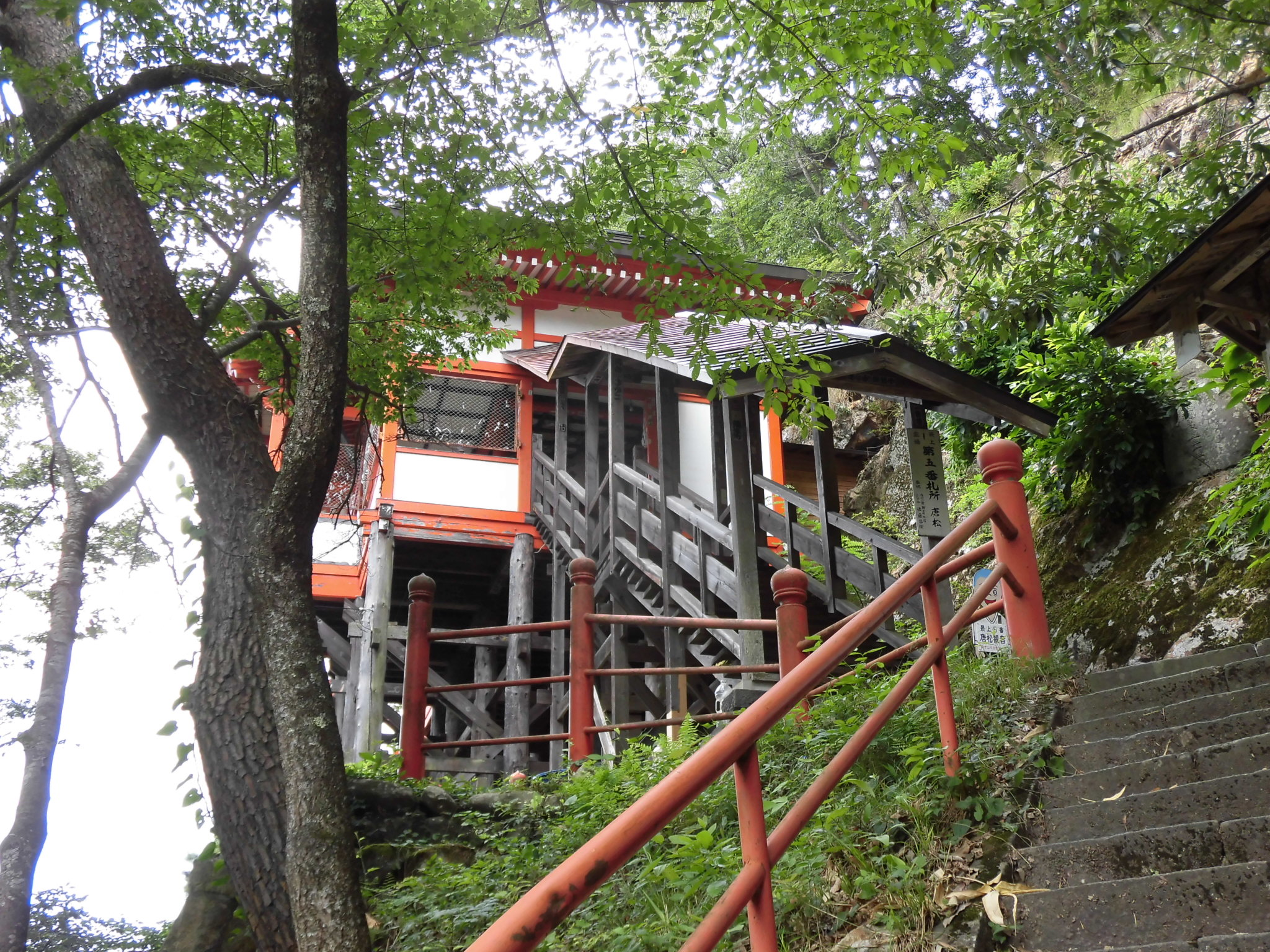
第五番札所、唐松観音

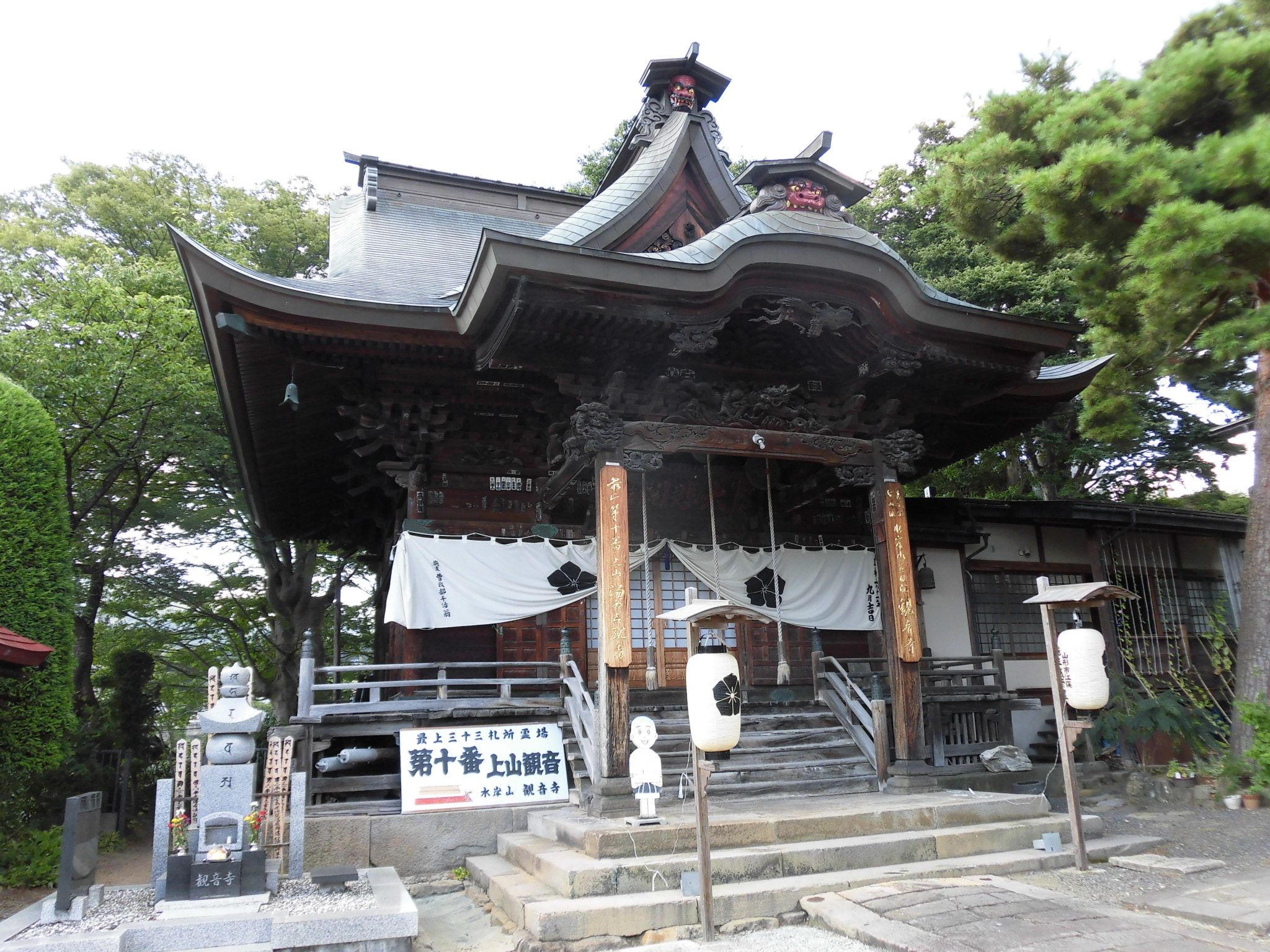
第十番札所、上山観音

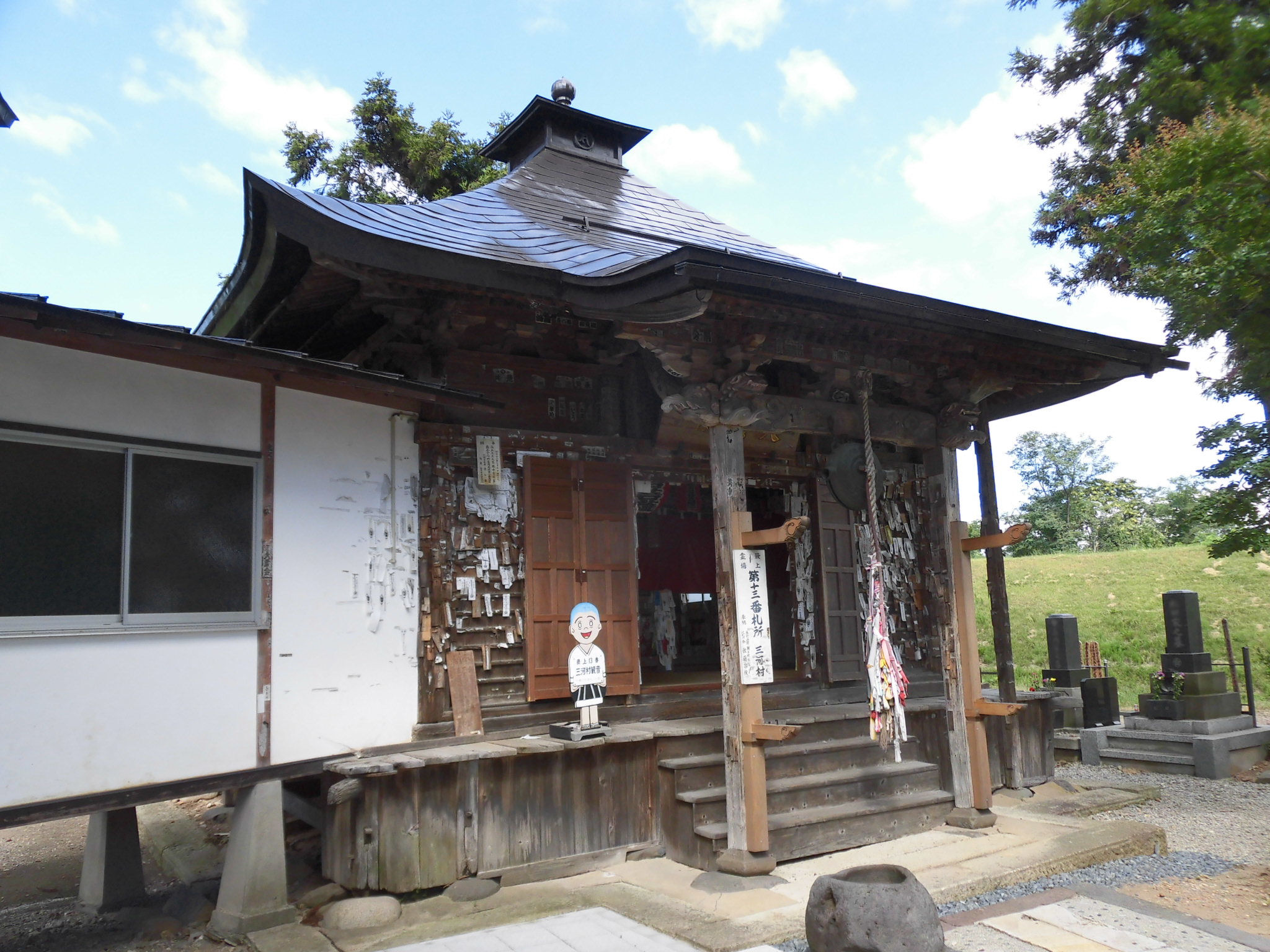
第十三番札所、三河村観音

| No.  | 通称       | 通称の読み   | 本尊             | 寺院名                     | 宗派         | 所在地                        |
| ---- | ---------- | ------------ | ---------------- | -------------------------- | ------------ | ----------------------------- |
| 1    | 若松観音   | わかまつ     | 聖観世音菩薩     | 鈴立山若松寺               | 天台宗       | 天童市山元2205-1              |
| 2    | 山寺       | やまでら     | 千手観世音菩薩   | 宝珠山立石寺千手院         | 天台宗       | 山形市山寺4753                |
| 3    | 千手堂     | せんじゅどう | 千手観世音菩薩   | 守國山吉祥院               | 天台宗       | 山形市千手堂509               |
| 4    | 圓應寺     | えんのうじ   | 聖観世音菩薩     | 大慈山圓應寺               | 真言宗智山派 | 山形市宮町4-16-33             |
| 5    | 唐松観音   | からまつ     | 聖観世音菩薩     | 唐松山護国寺               | 曹洞宗       | 山形市上唐松502               |
| 6    | 平清水観音 | ひらしみず   | 十一面観世音菩薩 | 清水山耕龍寺               | 曹洞宗       | 山形市平清水95                |
| 7    | 岩波観音   | いわなみ     | 十一面観世音菩薩 | 新福山般若院石行寺         | 天台宗       | 山形市岩波114-1               |
| 8    | 六椹観音   | むつくぬぎ   | 聖観世音菩薩     | 六椹山宗福院               | 天台宗       | 山形市鉄砲町1-2-20            |
| 9    | 松尾山観音 | まつおさん   | 聖観世音菩薩     | 金峰山松尾院               | 天台宗       | 山形市蔵王半郷2               |
| 10   | 上ノ山観音 | かみのやま   | 聖観世音菩薩     | 水岸山慈眼院観音寺         | 真言宗智山派 | 上山市十日町9-29              |
| 11   | 高松観音   | たかまつ     | 聖観世音菩薩     | 高松山光明院               | 真言宗智山派 | 上山市高松53                  |
| 12   | 長谷堂観音 | はせどう     | 十一面観世音菩薩 | 長谷山長光院               | 真言宗醍醐派 | 山形市長谷堂23-3              |
| 13   | 三河村観音 | みかわむら   | 聖観世音菩薩     | 観音山常福寺               | 曹洞宗       | 東村山郡山辺町三河尻23        |
| 14   | 岡村観音   | おかむら     | 千手観世音菩薩   | 金剛山正法寺               | 真言宗智山派 | 東村山郡中山町岡102-1         |
| 15   | 落裳観音   | おとも       | 十一面観世音菩薩 | 京集山観音寺               | 曹洞宗       | 寒河江市柴橋2494-1            |
| 16   | 長岡観音   | ながおか     | 十一面観世音菩薩 | 長岡山長念寺               | 真言宗智山派 | 寒河江市丸内2-4-19            |
| 17   | 長登観音   | ながのぼり   | 十一面観世音菩薩 | 寒江山長登寺               | 真言宗       | 西村山郡西川町睦合乙142       |
| 18   | 岩木観音   | いわき       | 聖観世音菩薩     | 恵日山慈眼院               | 天台宗       | 西村山郡河北町岩木570         |
| 19   | 黒鳥観音   | くろとり     | 十一面観世音菩薩 | 東根山秀重院               | 曹洞宗       | 東根市東根甲1810              |
| 20   | 小松沢観音 | こまつざわ   | 聖観世音菩薩     | 青蓮山清浄院               | 真言宗智山派 | 村山市小松沢6500              |
| 21   | 五十沢観音 | いさざわ     | 聖観世音菩薩     | 如金山喜覚寺               | 真宗大谷派   | 尾花沢市五十沢488             |
| 22   | 延沢観音   | のべさわ     | 聖観世音菩薩     | 祥雲山龍護寺               | 曹洞宗       | 尾花沢市延沢925-1             |
| 23   | 六沢観音   | ろくさわ     | 聖観世音菩薩     | 光沢山圓照寺               | 曹洞宗       | 尾花沢市六沢741-3             |
| 24   | 上ノ畑観音 | かみのはた   | 聖観世音菩薩     | 宝沢山薬師寺               | 曹洞宗       | 尾花沢市上柳渡戸207           |
| 25   | 尾花沢観音 | おばなざわ   | 聖観世音菩薩     | 弘誓山養泉寺               | 天台宗       | 尾花沢市梺町2-4-6             |
| 26   | 川前観音   | かわまえ     | 聖観世音菩薩     | 川前観音堂                 | ******       | 北村山郡大石田町川前114       |
| 27   | 深堀観音   | ふかぼり     | 聖観世音菩薩     | 香林山清行院（深堀観音堂） | 曹洞宗       | 北村山郡大石田町豊田595       |
| 28   | 塩ノ沢観音 | しおのさわ   | 千手観世音菩薩   | 塩沢山曹源院               | 曹洞宗       | 北村山郡大石田町横山327-1     |
| 29   | 大石田観音 | おおいしだ   | 聖観世音菩薩     | 石水山西光寺               | 時宗         | 北村山郡大石田町大石田乙692-1 |
| 30   | 丹生村観音 | にゅうむら   | 聖観世音菩薩     | 鷹尾山般若院               | 天台宗       | 尾花沢市丹生1699              |
| 31   | 富沢観音   | とみざわ     | 馬頭観世音菩薩   | 浪高山東善院光清寺         | 天台宗       | 最上郡最上町富沢1378          |
| 32   | 太郎田観音 | たろうだ     | 十一面観世音菩薩 | 慈雲山明学院               | 天台宗       | 最上郡最上町若宮119           |
| 33   | 庭月観音   | にわつき     | 聖観世音菩薩     | 庭月山月蔵院               | 天台宗       | 最上郡鮭川村庭月2829          |
| 番外 | 世照観音   | よをてらす   | 子安観世音菩薩   | 臥竜山天徳寺               | 曹洞宗       | 最上郡最上町向町1495          |

## 巡礼
納経帳をはじめとした巡礼用品は、各札所寺院で購入することができる。納経帳や納経軸には墨書と朱印を受けることができる。
また、笈摺と呼ばれる白衣には朱印のみを受け、全札所巡拝後は結願寺の庭月観音に奉納する習わしがある。
なお、住職がいない無住寺となっている札所が複数あり、札所近隣の別当宅もしくは他の札所寺院で朱印を受ける。

## 交通手段
交通手段は現在では自家用車を用いる場合がほとんどである。四国八十八箇所のような遍路宿はない。だが、電車やバスで自宅や宿のある場所まで戻り、次の時に前回歩き終わった場所から歩き始めれば徒歩での区切り打ちが可能である。